# Коваль Вячеслав Станіславович
В'ячесла́в Станісла́вович Кова́ль (нар. 5 листопада 1945, місто Дніпродзержинськ (нині Кам'янське), Дніпропетровська область) —Борець за незалежність України у XX сторіччі, один із фундаторів Народного Руху за Перебудову . Делегат Установчих зборів НРУ. Входив до всеукраїнських керівних структур НРУ — член Великої Ради Руху,  український політик. Народний депутат України. Кандидат юридичних наук (з 2003). Член Народного Руху України (з 1989), заступник голови (з жовтня 1997) та член Політради (з березня 1999).

## Біографія

### Освіта
У 1963 році закінчив Полтавське музичне училище, а у 1990 — Київський державний педагогічний університет імені Михайла Драгоманова за фахом викладач музики. Також у 2000 закінчив юридичний факультет Київського національного університету імені Тараса Шевченка за фахом юрист. Кандидатська дисертація «Становлення та розвиток Європейського Союзу (історико-правовий аспект)» (Національна юридична академія України імені Ярослава Мудрого, 2003).

### Кар'єра
- З серпня 1963 — викладач по класу скрипки музичної школи міста Миргорода.
- З листопада 1964 — служба в армії.
- З січня 1968 — викладач по класу скрипки музичної школи міста Верхньодніпровська Дніпропетровської області.
- З серпня 1972 — викладач, з 1985 — заступник директора з навчальної роботи музичної школи № 2 міста Дніпродзержинська Дніпропетровської області.
- Грудень 1988 — травень 1990 — член ради Асоціації «Екологічна ініціатива» міста Дніпродзержинська.
- 1989 — член Оргкомітету з підготовки і проведення Установчих зборів Народного Руху України, член Великої ради Руху.
- Травень 1990 — червень 1994 — депутат Дніпродзержинської міської ради.
- Травень 1990 — квітень 1991 — заступник голови Дніпродзержинської міської ради.
- Травень 1991 — травень 1994 — заступник голови Асоціації демократичних Рад України.
- Травень 1991 — травень 1994 — голова Дніпродзержинської міської організації Народного Руху України.
- Травень 1994–1997 — заступник голови секретаріату Народного Руху України, керівник виборчого комітету та член президії, з жовтня 1997 — заступник голови Народного Руху України — голова секретаріату.
- 1 лютого 2000 — 7 червня 2002 — керівник Апарату Верховної Ради України.

Довірена особа кандидата на пост Президента України Віктора Ющенка в ТВО № 30 (2004–2005).
Захоплюється риболовлею та полюванням.

### Сім'я
- Українець.
- Дружина Алла Яківна (1944) — викладач іноземних мов.
- Дочка Юлія (1971) — соціолог, працівник Центру української культури, місто Москва.
- Дочка Олександра (1984) — студентка.

## Парламентська діяльність
Народний депутат України 3-го скликання з 12 травня 1998 до 6 квітня 2000 від Народного Руху України, № 21 в списку. На час виборів: голова секретаріату Народного Руху України, заступник голови Народного Руху України. Член фракції Народного Руху України (з травня 1998), уповноважений представник фракції Народного Руху України (першої) (з березня 1999). Член Комітету з питань державного будівництва, місцевого самоврядування та діяльності рад (з липня 1998). Склав депутатські повноваження 6 квітня 2000.
Народний депутат України 4-го скликання з 14 травня 2002 до 25 травня 2006 від блоку Віктора Ющенка «Наша Україна», № 15 в списку. На час виборів: керівник Апарату Верховної Ради України, член Народного Руху України. Член фракції «Наша Україна» (з 15 травня 2002, уповноважений представник (з березня до вересня 2005), керівник фракції Народного Руху України (з 7 вересня 2005). Заступник голови Комітету з питань Регламенту, депутатської етики та організації роботи Верховної Ради України (з 12 червня 2002).
Народний депутат України 5-го скликання з 25 травня 2006 до 8 червня 2007 від Блоку «Наша Україна», № 24 в списку. На час виборів: народний депутат України, член Народного Руху України. Член фракції Блоку «Наша Україна» (з 25 травня 2006), заступник голови (з серпня 2006). Голова підкомітету з питань Регламенту Верховної Ради України Комітету з питань Регламенту, депутатської етики та забезпечення діяльності Верховної Ради України (з 19 липня 2006). 8 червня 2007 достроково припинив свої повноваження під час масового складення мандатів депутатами-опозиціонерами з метою проведення позачергових виборів до Верховної Ради України.
Народний депутат України 6-го скликання з 23 листопада 2007 від Блоку «Наша Україна — Народна самооборона», № 38 в списку. На час виборів: заступник голови Народного Руху України. Член фракції Блоку «Наша Україна — Народна самооборона» (з 23 листопада 2007). Секретар Комітету з питань Регламенту, депутатської етики та забезпечення діяльності Верховної Ради України (з 26 грудня 2007).
У 2012 році балотувався до Верховної Ради 7-го скликання: ПОЛІТИЧНА ПАРТІЯ ВСЕУКРАЇНСЬКЕ ОБʼЄДНАННЯ "БАТЬКІВЩИНА" — список №90, але не був обраний

## Нагороди, державні ранги
Державний службовець 1-го рангу (з квітня 2000). Орден «За заслуги» III (листопад 2000), II (червень 2002), I ступеня (листопад 2005). Почесна грамота Верховної Ради України (серпень 2001).